# 孫儉元

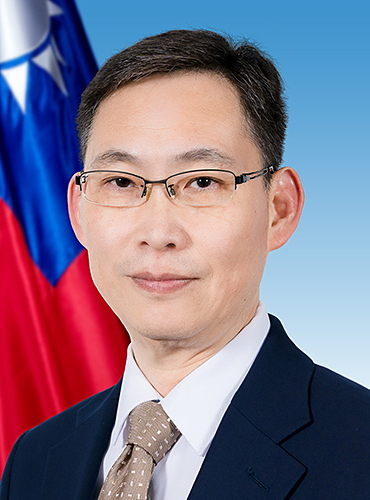
外交部刊登肖像照

孫儉元（1967年—），臺灣省屏東縣人，中華民國外交官、政府官員。妻子倪雪娥，育有1女。1998年進入外交部，其後多次派赴美國任職，孫儉元亦是前任駐波士頓臺北經濟文化辦事處總領事銜處長徐佑典高三屆的國立政治大學外交學系學長。

## 學歷
- 國立政治大學外交學系學士（1990年）[3]
- 布朗大学政治學碩士，並擔任台灣同學會會長（1994年）[3][2]
- 行政院高階領導研究班第12期派赴哈佛大学進修（2019年）[4]

## 經歷
- 外交部北美司組員（1998年7月－2001年6月）
- 駐紐約臺北經濟文化辦事處副領事（2001年6月－2004年12月）
- 駐紐約臺北經濟文化辦事處領事（2004年12月－2007年1月）
- 外交部國際組織司聯合國科科長（2007年1月－2010年7月）
- 駐美國臺北經濟文化代表處政治組一等秘書（2010年7月－2015年1月）
- 駐美國臺北經濟文化代表處政治組副參事（2015年1月－2016年8月）
- 外交部北美司副參事回部辦事（2016年8月－2017年11月）
- 外交部條約法律司副司長（2017年11月－2018年7月）
- 外交部國際組織司副司長（2018年7月－2020年7月）
- 駐波士頓臺北經濟文化辦事處總領事銜處長（2020年7月－2023年7月）[註 1]
- 外交部國際組織司司長（2023年8月－）

## 職業生涯
孫儉元在擔任外交部國際組織司副司長期間，推動台灣順利加入《南印度洋漁業協定》，總統蔡英文在出席「108年國家政務研究班第13期及高階領導研究班第12期聯合結訓典禮」時，表示其對於台灣擴大國際參與空間，功不可沒。
擔任駐波士頓辦事處處長期間，與駐美國代表蕭美琴共同見證台灣與羅德島州簽署《高等教育合作備忘錄》。
| 中華民國政府職務 | 中華民國政府職務                          | 中華民國政府職務 |
| ---------------- | ----------------------------------------- | ---------------- |
| 前任： 吳尚年    | 中華民國外交部國際組織司司長 2023年8月－  | 繼任： '         |
| 前任： 徐佑典    | 中華民國駐波士頓處長 2020年7月－2023年7月 | 繼任： 廖朝宏    |